# 岐阜県立大垣養老高等学校
岐阜県立大垣養老高等学校（ぎふけんりつ おおがきようろうこうとうがっこう）は、岐阜県養老郡養老町祖父江向野にある公立高等学校。
岐阜県立大垣農業高等学校と岐阜県立養老女子商業高等学校が2005年度（平成17年度）に統合して成立。

## 学校概要
- 創立 2005年（平成17年）
- 学科 
  - 全日制 総合学科
    - ビジネス系列
    - 会計系列
    - 情報系列
    - 生活福祉系列

  - 全日制 農業科
    - 動物科学科
    - 食品科学科
    - 環境科学科

## 沿革

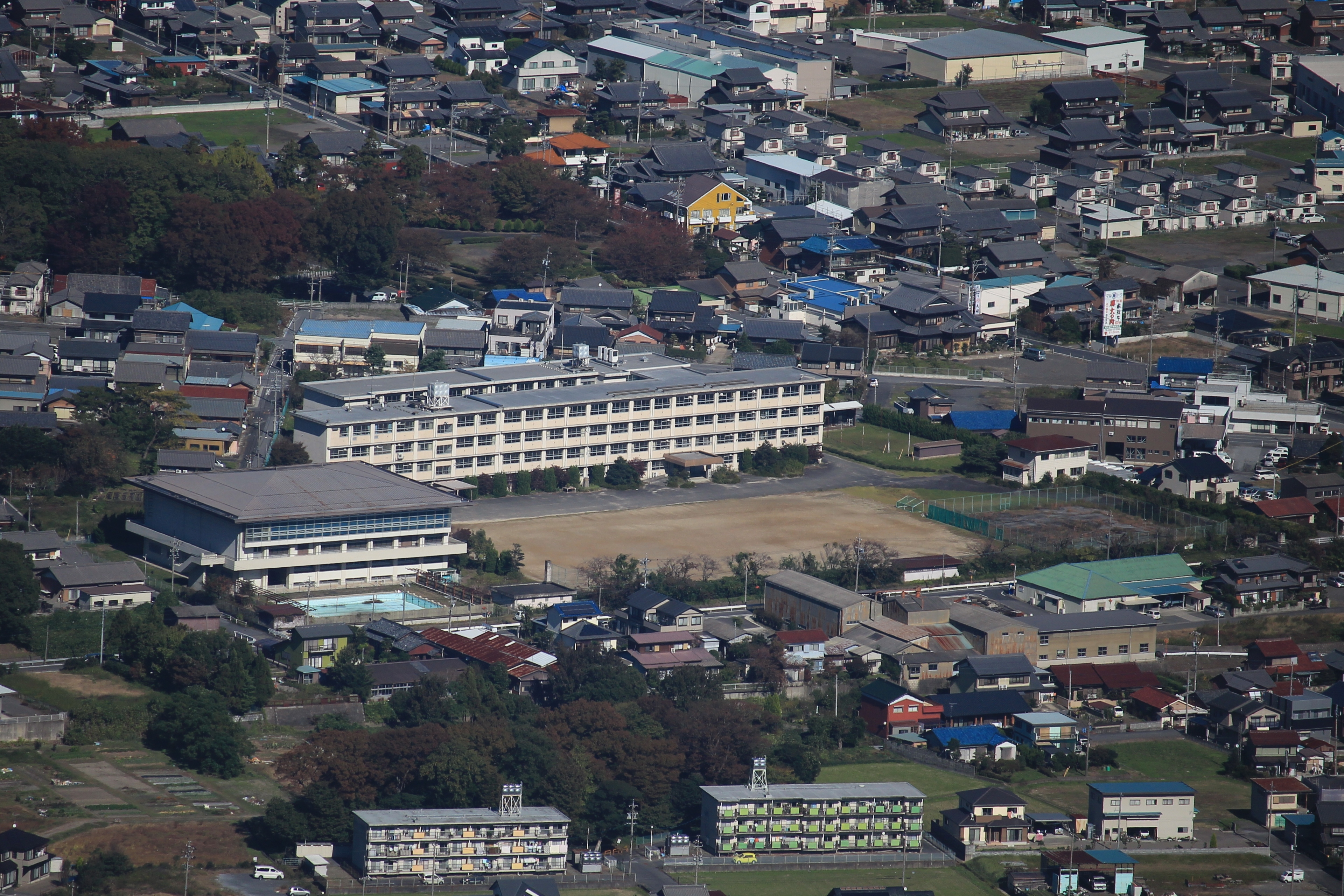
2007年に廃止となった養老校舎（旧養老女子商業高校）

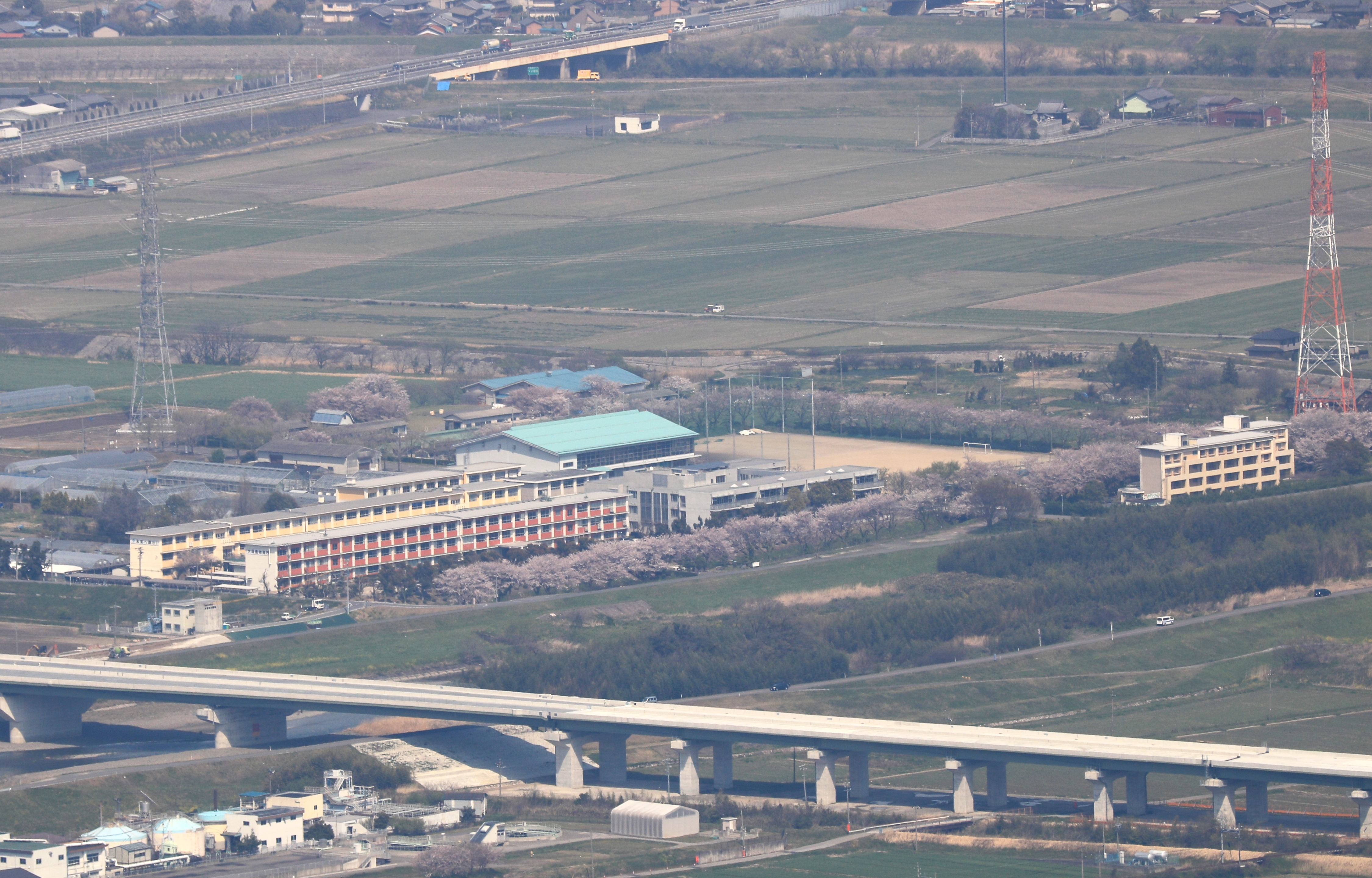
統合後の岐阜県立大垣養老高等学校（2017年4月撮影）

- 2005年 - 岐阜県立大垣農業高等学校と岐阜県立養老女子商業高等学校が統合し、岐阜県立大垣養老高等学校を設置。大垣農業高校は大垣校舎、養老女子商業高校は養老校舎として使用。設立時の学科は総合学科、生産科学科、食品科学科、環境科学科。
- 2007年 - 養老校舎（旧養老女子商業高校）で最後の卒業式があり同校舎は廃止となる（校舎としての機能は廃止されたが、2021年現在も部活動などの場として使用されている。）。
- 2013年 - 環境科学科の募集を停止。環境園芸科を設置。
- 2020年 - 生産科学科、食品科学科、環境園芸科学科の募集を停止。農業科（食の農学科群、緑の農学科群）を設置。
- 2021年 - 農業科2年生からは学科選択制とし、動物科学科、食品科学科、園芸科学科、環境科学科に編成する。

上記のとおり、大垣養老高等学校は2005年に設置されたが、創立年は大垣農業高等学校の創立年の1921年としており、2021年10月17日に創立100周年記念式典が予定されていたが、新型コロナウイルス感染予防のため中止となった。

## 部活動
運動系部活動
- 弓道部
- 剣道部
- サッカー部
- ソフトテニス部
- なぎなた部
- バスケットボール部(男子)
- バドミントン部
- バレーボール部
- 陸上部
- 硬式野球部
- フェンシング部

文化系部活動
- 演劇部
- 茶華道部
- 商業研究部
- 書道部
- 吹奏楽部
- 農業研究部(動物、環境)
- 美術部

## 出身者
- 櫻井由香（バレーボール選手）- 養老女子商業時

## アクセス
- JR大垣駅、養老鉄道養老線 美濃高田駅または烏江駅
- 名阪近鉄バス 時・上石津地域コミュニティバス 「美濃高田駅」下車

## その他
旧養老校舎（旧養老女子商業高校）は、養老郡養老町押越17-6にあった。跡地は部活動の練習のために使用している。